# Pierre of the North (film 1914)
Pierre of the North è un cortometraggio muto del 1914. Il nome del regista non viene riportato nei credit del film prodotto dalla Essanay.

## Produzione
Il film fu prodotto dalla Essanay Film Manufacturing Company.

## Distribuzione
Distribuito dalla General Film Company, il film - un cortometraggio di una bobina - uscì nelle sale cinematografiche USA il 14 aprile 1914.